# Berliner Fußball-Club Viktoria 1889
Berliner Fußball-Club Viktoria 1889 e.V. foi uma agremiação esportiva alemã, fundada a 6 de junho de 1889, sediada no distrito de Tempelhof, em Berlin.
Futebol, rúgbi e críquete chegaram ao continente europeu ao final do século XIX. Logo esses esportes, de origem inglesa, se tornariam populares em muitos países. 
O Viktoria é o mais antigo clube na Alemanha, o qual possui duas equipes jogando tanto futebol como críquete. Foi também um dos membros fundadores da Associação Alemã de Futebol (DFB), em 1900.

## História

### O sucesso inicial

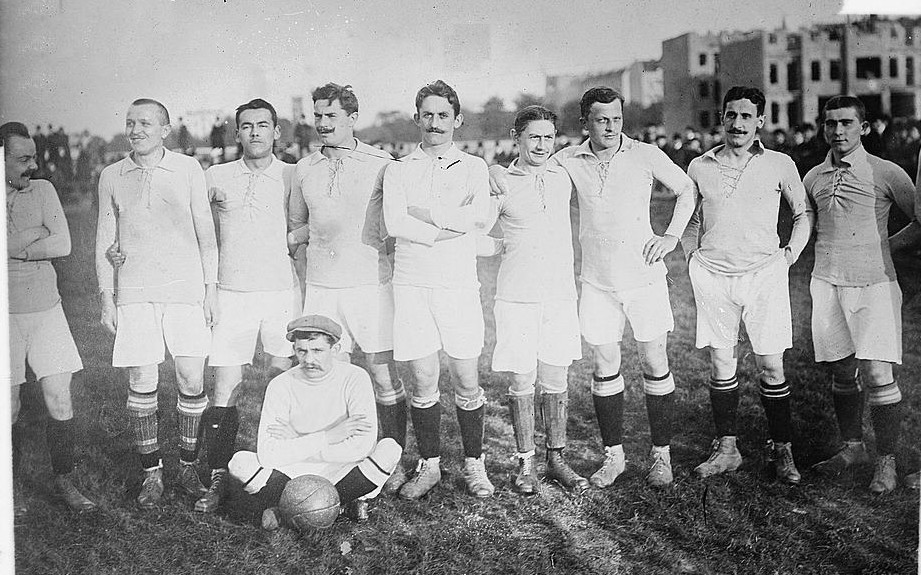
Equipe do Viktoria em 1912

O clube foi criado como Berlin Thorball e Clube de Futebol Viktoria (BTuFC Viktoria 89). A equipe obteve quase um sucesso imediato, conquistando o campeonato da cidade em cinco temporadas consecutivas, de 1893 a 1897. 
O Viktoria , em seguida, passou a se tornar uma presença no cenário nacional, ao aparecer na final do campeonato por três anos, de 1907 a 1909, reivindicando o título alemão em 1908. 
O time venceria um segundo título nacional, em 1911, continuando a fazer sucesso na cidade até o final da Primeira Guerra Mundial. A equipe, portanto, teria bastante êxito logo no início dos anos 1920 antes de se estabelecer na Oberliga Berlin-Brandenburg.

### Sob o domínio do Regime Nazista
O clube passou a jogar como Berliner FC Viktoria 89 na Gauliga Berlin-Brandenburg, uma das dezesseis divisões de nível máximo formada de acordo com a reorganização do futebol alemão sob a égide do Terceiro Reich em 1933. A equipe conquistou o título da divisão naquele ano, e avançou para os play-offs nacionais, mas capitulou por 2 a 1, na semifinal, diante do 1. FC Nuremberg. 
Renomeado BFC Viktoria Berlin 89, em 1936, o time atuou na primeira divisão, até ser rebaixado em 1938, fazendo uma reaparição fugaz como parte do combinado KSG Lufthansa/Viktoria Berlin 89, na abreviada temporada 1944-1945. 
Como a maioria das outras organizações na Alemanha, as esportivas, o clube foi dissolvido pelas autoridades de ocupação dos aliados ao final da Segunda Guerra Mundial.

### O Viktoria no pós-guerra

Escudo histórico do Viktoria

O clube foi restabelecido no final de 1945 como SG Tempelhof, mas reafirmou a intitulação de BFC Viktoria Berlin 89, a 12 de julho de 1947. Atuou desde o final dos anos 1940, durante os anos 1950, e início dos 1960 na Oberliga Berlin, afiliado com o futebol na metade ocidental do país, agora dividida. O Viktoria venceu o campeonato da divisão, em 1955 e 1956, mas foi incapaz de avançar nas rodadas de play-off nacional em qualquer ano. A Oberliga Berlin era de nível relativamente fraca e, geralmente, seu representante teria um mau desempenho contra as equipes de alto vôo de outras divisões no oeste da Alemanha.
Quando a Bundesliga, a nova liga profissional da Alemanha, foi formada em 1963, apenas um único posto foi mantido aberto entre as dezesseis equipes selecionadas para o novo circuito em relação à Berlin. Enquanto as equipes da cidade não eram tão competitivas quanto o resto do país, considerou-se que o Hertha Berlin era a opção mais desejada.
Durante os anos 1960, o clube sofreu uma série de problemas financeiros causados em parte pela divisão e isolamento de Berlin. Após a construção do Muro de Berlin e ainda pela má administração de seus dirigentes. O Viktoria, contudo, sobreviveu e atualmente disputa a quinta divisão, Oberliga Nord.
No dia 28 de julho de 2007, o Viktoria Berlin conquistou o campeonato alemão de 1894 ao empatar com o Hanau no jogo final por 0 a 0, após ter vencido o primeiro jogo por 3 a 0. Na época o Hanau não teve recursos financeiros para se deslocar até a casa do adversário. A federação alemã apoiou a iniciativa e as partidas foram ambientadas com detalhes do Século XIX, inclusive com a bola de couro fabricada no padrão da época.

## Críquete
O Viktoria mantem uma tradição de décadas nesse esporte e tem se destacado no crescimento e desenvolvimento do jogo, tanto na Alemanha como em toda a Europa. O clube ganhou o título regional, em 2003, e avançou até a fase semifinal do campeonato nacional em 2005. 
O time atua na Bundesliga Cricket enquanto um segundo time joga na 2. Cricket Bundesliga. O clube também mantem times de mulheres para a prática desse antigo esporte inglês.

### Títulos
- Futebol:
  - Vencedor do Campeonato Alemão 1893–94[1], 1907–1908, 1910–1911 ;
  - Vice-campeão: 1906–1907, 1908–1909;
- Campeão de Brandenburg (16)
  - Vencedor: 1893, 1894, 1895, 1896, 1897, 1902, 1907, 1908, 1909, 1911, 1913, 1916, 1919, 1934, 1955, 1956;
- Berliner Landespokal (6)
  - Vencedor: 1907, 1908, 1909, 1926, 1927, 1953;
  - Vice-campeão: 1929;

- Cricket:
- Campeão Alemão (21):
  - Vencedor: 1896, 1897, 1898, 1899, 1909, 1914, 1915, 1916, 1918, 1921, 1922, 1923, 1925, 1952, 1953, 1954, 1955, 1956, 1957, 1958, 1959, 2006;